# GB Restorations
GB Restorations war ein britischer Hersteller von Automobilen.

## Unternehmensgeschichte
Das Unternehmen aus Hawkesley Mill bei Birmingham in der Grafschaft West Midlands begann 1992 mit der Produktion von Automobilen und Kits. Der Markenname lautete Roamer. 1996 endete die Produktion. Insgesamt entstanden etwa drei Exemplare.

## Fahrzeuge
Im Angebot stand nur ein Modell. Es ähnelte dem Mini Moke. Die Basis bildete ein Stahlrohrrahmen. Die Karosserie bestand aus Stahl. Die Hydragasfederung sowie der Vierzylindermotor stammten vom Mini Metro.
Das amerikanische Auktionshaus Auctions America bot im September 2012 ein erhalten gebliebenes Fahrzeug aus der Sammlung von Terry Bennett an, das allerdings fälschlicherweise als Mini Moke bezeichnet war.